# Łucz 5B
Łucz 5B (ros. Луч-5Б) – rosyjski geostacjonarny satelita telekomunikacyjny serii Łucz, mający na celu transmisję danych z rosyjskiego segmentu Międzynarodowej Stacji Kosmicznej, satelitów na niskiej orbicie okołoziemskiej oraz z rakiet nośnych.

## Konstrukcja
Łucz 5B został zbudowany na platformie Ekspress-1000A przez firmę OAO Informacjonnyje Sputnikowyje Sistiemy w Żeleznogorsku. Anteny satelity obsługują 4 kanały w paśmie S (przepustowość 5 Mb/s) i Ku (150 Mb/s). Swoje technologie do satelity dostarczyły również firmy Sumitomo i Thales Alenia Space.

## Start
Pierwotnie start zaplanowano na 30 sierpnia 2012, jednak awaria stopnia górnego rakiety wynoszącej satelity Telkom 3 i Ekspress MD2 zmusiła do przesunięcia terminu.
Ostatecznie Łucz 5B wystartował 2 listopada 2012 o 21:04 UTC z kosmodromu Bajkonur na rakiecie Proton M/Briz-M, wraz z należącym do firmy Gazprom satelitą Jamał 300K. 3 listopada o 06:33 UTC odłączył się od członu Briz-M.
Obecnie satelita znajduje się na pozycji 16° W.